# Трупні плями

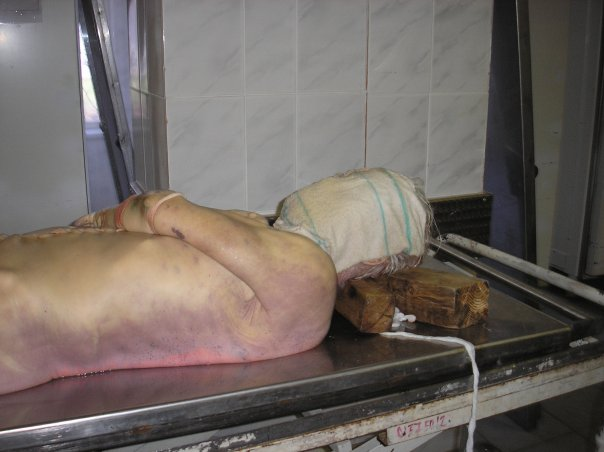
Трупні плями

Трупні плями (hypostatici, livores cadaverici, vibices) — явна ознака настання біологічної смерті. Вони відносяться до ранніх трупних явищ, та являють собою, як правило, ділянки шкіри синюшно-фіолетового кольору. Виникають трупні плями за рахунок того, що після припинення серцевої діяльності та втрати тонусу судинної стінки відбувається пасивне переміщення крові по судинах під дією сили тяжіння та концентрації її у розташованих нижче ділянках тіла.
Наукове пояснення виникнення трупних плям введене французьким патологоанатомом та криміналістом Александром Лакассанем наприкінці 19-го століття.

## Час виникнення
Перші трупні плями проявляються через 1-2 години при гострій смерті, при агональній — через 3-4 години після моменту настання біологічної смерті, у вигляді блідих ділянок шкіри. Максимум інтенсивності забарвлення трупні плями досягають до кінця першої половини доби. Упродовж перших 10-12 годин відбувається повільний перерозподіл крові у трупі під дією сили тяжіння. Трупні плями можуть бути помилково прийняті за синці та навпаки. Від такої помилки запобігає надріз: при синцях виступає кров, що згорнулася, якщо ж ці явища від гіпостазу, то, в залежності від часу, що пройшов після смерті — знаходять або тільки просту гіперемію, або ж просякання відповідних тканин кров'яною сироваткою.

## Характерне забарвлення
Так, як трупні плями, це кров, що просвічується через м'які тканини та шкіру, — колір трупних плям залежить від причини смерті.
- При асфіксичній смерті трупні плями мають інтенсивний синюшно-фіолетовий колір, як й вся кров трупа, перенасичена вуглекислим газом.
- При отруєнні чадним газом утворюється карбоксигемоглобін, який надає крові яскраво-червоний колір, та трупні плями набувають виражений червоно-рожевий відтінок. Такий же колір вони набувають на деякий час, якщо труп з теплого приміщення переносять у холодне або навпаки.
- При отруєнні ціанідами, та при загибелі від переохолодження трупні плями мають яскраво-червоний колір.
- При отруєннях метгемоглобінутворюючими отрутами (нітрати, нітрити, бертолетова сіль, метиленова синька та інші) і на певних стадіях гниття, трупні плями мають сіро-коричневатий відтінок.
- При смерті від масивної крововтрати, при житті втрачається 60—70 % крові, трупні плями виражені слабко, ніколи не охоплюють усієї нижньої поверхні трупу, мають вигляд острівців, відмежених один від одного, бліді, з'являються у пізніші строки.

## Етапи розвитку
При агональній смерті строки появи та інтенсивність забарвлення трупних плям визначаються тривалістю термінального періоду. Чим триваліший термінальний період, тим у пізніші строки з'являються та мають блідіше забарвлення трупні плями. Це явище пов'язане з тим, що при агональній смерті кров у трупі перебуває у стані різного ступеню згортання, у той час як при гострій смерті кров — рідка.
У розвитку трупних плям у залежності від строків виникнення виділяють три фази.
1. Стадія гіпостазу — є початковою стадією розвитку трупної плями, починається відразу після припинення активного кровообігу та закінчується через 12 — 14 годин. У цій стадії трупні плями при натисканні зникають. При зміні пози трупа (перевертанні) плями можуть повністю переміститися до нижніх відділів.
2. Стадія стазу або дифузії — трупні плями починають переходити до неї приблизно через 12 годин після настання біологічної смерті. У цій стадії відбувається поступове згущення крові в судинах за рахунок дифундування плазми через судинну стінку у оточуючі тканини. У зв'язку з цим при натисканні трупна пляма блідне, але повністю не зникає, та через деякий час відновлює своє забарвлення. При зміні пози трупа (перевертанні) плями можуть частково переміститися у нижні відділи.
3. Стадія гемолізу — розвивається приблизно через 48 годин після моменту біологічної смерті. При натисканні на трупну пляму не відбувається зміни забарвлення, а при перевертанні трупу — зміни локалізації. У подальшому будь-яких трансформацій, окрім гнилісних змін, трупні плями не зазнають.